# Bitwa morska pod Zierikzee
Bitwa morska przy Zierikzee – starcie zbrojne, które miało miejsce w roku 1304.
W roku 1304 doszło do terytorialnego konfliktu pomiędzy hrabią Flandrii Gwidonem de Dampierre a hrabią Holandii Wilhelmem III o ujście Skaldy. Gwidon obległ wówczas od strony lądu i morza miasto Zierikzee położone we wschodnim ujściu Skaldy. Z pomocą Wilhelmowi przybyła francuska flota króla Filipa IV pod dowództwem admirała Rainiera Grimaldi oraz eskadra galer genueńskich. Do bitwy morskiej doszło w dniach 10–11 sierpnia 1304 przy Zierikzee. W jej wyniku flota flandryjska została rozbita, a wiele jej okrętów wpadło w ręce sprzymierzonych. Do niewoli trafił m.in. hrabia Flandrii Gwidon. Wynik bitwy zadecydował o zniesieniu blokady miasta.
- Oblężenie Zierikzee od strony lądu